# سوری، بریتیش کلمبیا
سوری شهری است در استان بریتیش کلمبیا، کانادا که بخشی از منطقه شهری ونکوور بزرگ بشمار می‌رود.
سوری سومین بزرگترین شهر پس از ابوتسفورد و پرنس جورج و دومین شهر بزرگ پر جمعیت پس از شهر ونکوور در بریتیش کلمبیا است.

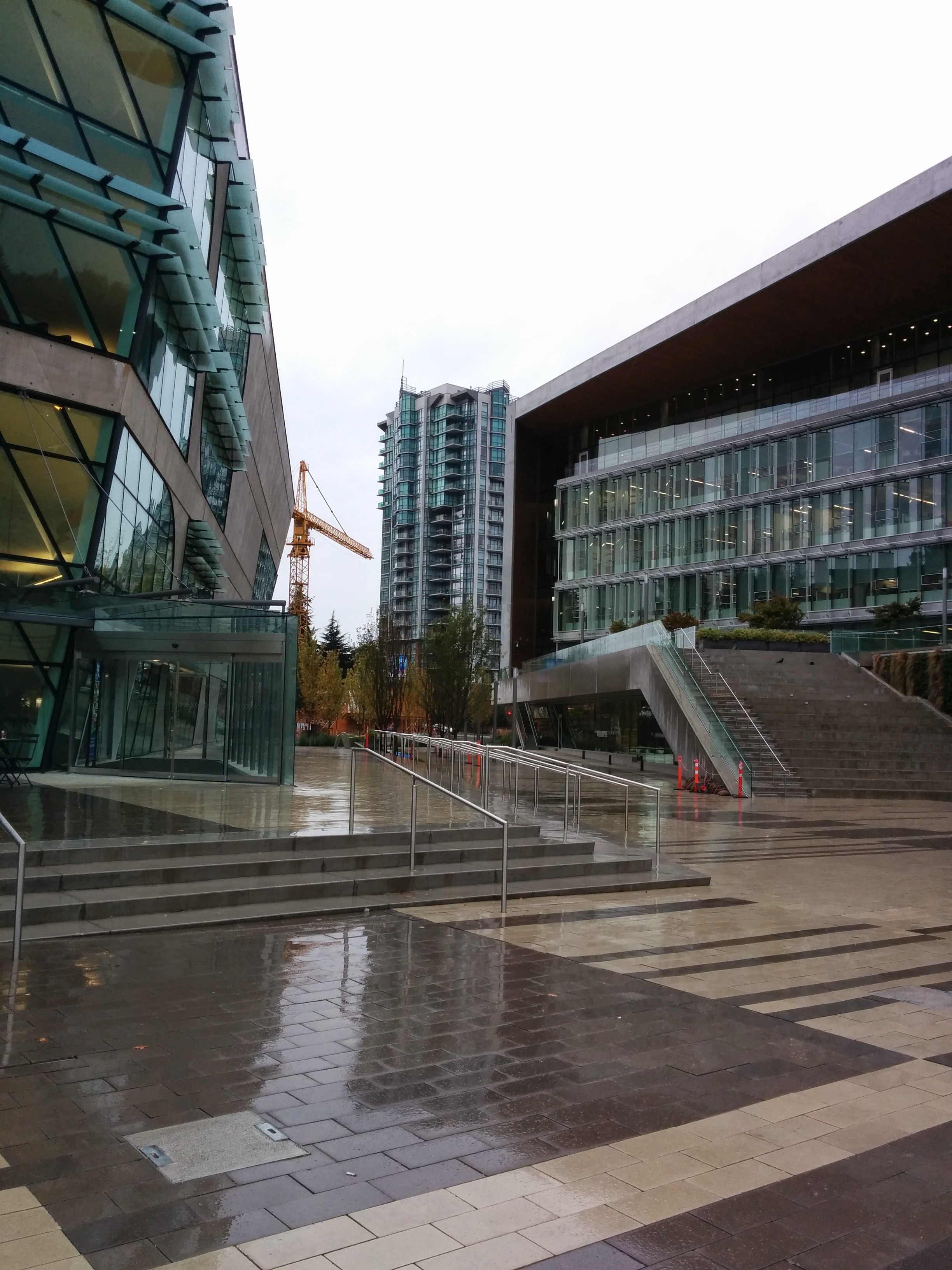
کتابخانه مرکز و تالار شهر سوری